# Поржичи на Сазави
Поржичи на Сазави (чеш. Poříčí nad Sázavou) је насељено мјесто са административним статусом сеоске општине (чеш. obec) у округу Бенешов, у Средњочешком крају, Чешка Република.

## Становништво
Према подацима о броју становника из 2014. године насеље је имало 1.193 становника.